# Medicinsko istraživanje
Biomedicinsko istraživanje (ili eksperimentalna medicina, medicinsko istraživanje) je bazno istražvanje, primenjeno istraživanje, ili translaciono istraživanje koje se sprovodi da bi se pomoglo i podržalo telo znanja u oblasti medicine. Medicinsko istraživanje se može podeliti u dve generalne kategorije: evaluacija novih tretmana u pogledu bezbednosti i efikasnosti u kliničkim ispitivanjima, i sva druga istraživanja koja doprinose razvoju novih tretmana. Ovaj drugi deo se naziva prekliničko istraživanje ako cilj proširivanje znanja radi razvoja novih terapeutskih strategija. Nova paradigma u medicinskom istraživanju je translaciono istraživanje, čiji fokus je na iterativnim povratim petljama između baznog i kliničkog istraživanja radi ubrzavanja translacije znanja od bolnice do laboratorije i nazad. Medicinsko istraživanje može da obuhvati oblasti javnog zdravstva, biohemije, kliničkog istraživanja, mikrobiologije, fiziologije, onkologije, i hirurgije između ostalih. 

## Literatura
- A, Indrayan (2004). „Elements of medical research.”. Indian J Med Res. 119 (3): 93—100. PMID 15115159.
- L, Highleyman (2006). „A guide to clinical trials. Part II: interpreting medical research.”. BETA. 18 (2): 41—7. PMID 16610119.Full text
- Beyleveld D & Pattinson S D (2006). „Medical Research into Emergency Treatment: Regulatory Tensions in England and Wales.”. Web JCLI. 5. full text

## Spoljašnje veze
- Džon Hopkins institut
- Архивирано на веб-сајту  (26. март 2019)